# Radetina
Radetina este un sat din comuna Rožaje, Muntenegru. Conform datelor de la recensământul din 2003, localitatea are 379 de locuitori (la recensământul din 1991 erau 500 de locuitori).

## Demografie
În satul Radetina locuiesc 267 de persoane adulte, iar vârsta medie a populației este de 30,4 de ani (30,3 la bărbați și 30,4 la femei). În localitate sunt 91 de gospodării, iar numărul mediu de membri în gospodărie este de 4,16.
|  |

| Demografie | Demografie | Demografie |
| An         | Locuitori  | Locuitori  |
| ---------- | ---------- | ---------- |
|            |            |            |
|            |            |            |
|            |            |            |
|            |            |            |
| 1948       | 378        |            |
| 1953       | 413        |            |
| 1961       | 438        |            |
| 1971       | 360        |            |
| 1981       | 472        |            |
| 1991       | 500        | 484        |
| 2003       | 546        | 379        |

| \| Componența etnică conform recensământului din 2003[2] \| Componența etnică conform recensământului din 2003[2] \| Componența etnică conform recensământului din 2003[2] \| Componența etnică conform recensământului din 2003[2] \| Componența etnică conform recensământului din 2003[2] \| \| ----------------------------------------------------- \| ----------------------------------------------------- \| ----------------------------------------------------- \| ----------------------------------------------------- \| ----------------------------------------------------- \| \| \| \| \| \| \| \| Bosniaci \| Bosniaci \| \| 371 \| 97,88% \| \| Musulmani \| Musulmani \| \| 3 \| 0,79% \| \| necunoscută \| necunoscută \| \| 5 \| 1,31% \| |             |  |     |        |
| Componența etnică conform recensământului din 2003 |             |  |     |        |
| |             |  |     |        |
| Bosniaci | Bosniaci    |  | 371 | 97,88% |
| Musulmani | Musulmani   |  | 3   | 0,79%  |
| necunoscută | necunoscută |  | 5   | 1,31%  |